# Атлетико Шпорт Авиасао
Атлетико Шпорт Авиасао (на португалски: Atlético Sport Aviação, изговаря се Атлетику Шпорт Авиасау), известен повече като Авиасао или съкратено АСА е анголски футболен клуб от Луанда - столицата на Ангола.
Клубът е основан през 1953 г., като цветовете са му изцяло в оранжево с изключение на ръкавите на фланелките, които са черни. Първият трофей на Авиасао е Купата на Ангола през 1995 г.
Старши треньор е бразилеца Мариньо Перес, а президент Жоао Андраде.
Преди обявяването на независимостта на Ангола отборът е известен под името Атлетико де Луанда.
Двама Футболисти от Авиасао представяха Ангола на Световното първенство през 2006 г.-Джамба и Локо.

## Успехи
- Шампион на Ангола(3)-2002, 2003, 2004
- Купа на Ангола(2)-1995, 2005
- Суперкупа на Ангола(4)-1996, 2003, 2004, 2005

## Стадион
Клубът играе своите домакински срещи на стадион Ещадио Жоаким Динис с капацитет 10 000 зрители.

## Вратари
Папи Лукат Шуму, Нуно

## Защитници
Диаш Кайреш, Джамба, Мануел, Матеуш, Жасинто Перейра, Серджио[
, Зиньо, Жоазиньо(а)

## Полузащитници
Жоб, Фофана, Симао, Рафс

## Нападатели
Умберто Росарио, Лове, Кадима(ф), Масинга, Раска, Хуго